# Kettershausener Ried
Das Naturschutzgebiet Kettershausener Ried liegt auf dem Gebiet der Gemeinde Kettershausen im schwäbischen Landkreis Unterallgäu.

## Geographie
Das Gebiet erstreckt sich rund anderthalb Kilometer südlich von Tafertshofen, einem Gemeindeteil von Kettershausen, entlang der am östlichen Rand fließenden Günz.

## Bedeutung
Das 44 Hektar große Gebiet mit der Nr. NSG-00551.01 wurde im Jahr 1998 unter Naturschutz gestellt. Es handelt sich um eine Talvermoorung aus Dellen-Versumpfung des Günztalreliefs, unweit der bewaldeten Günztalleite, im Osten fast an den Günzlauf grenzend.

## Flora und Fauna

### Fauna
Folgende, seltene und teils vom Aussterben bedrohte Tierarten (Auswahl) sind im Naturschutzgebiet beschrieben:
- Amphibien
  - Froschlurche
    - Gelbbauchunke (Bombina variegata)
- Insekten
  - Libellen
    - Braune Mosaikjungfer (Aeshna grandis)
    - Helm-Azurjungfer (Coenagrion mercuriale)

  - Schmetterlinge
    - Blauäugiger Waldportier (Minois dryas), auch Blaukernauge
    - Dunkler Wiesenknopf-Ameisenbläuling (Phengaris nausithous)
    - Heller Wiesenknopf-Ameisenbläuling (Phengaris teleius)
    - Randring-Perlmuttfalter (Boloria eunomia)
    - Skabiosen-Scheckenfalter (Euphydryas aurinia)
- Säugetiere
  - Europäischer Biber (Castor fiber)
- Vögel
  - Eisvogel (Alcedo atthis)
  - Rohrdommel (Botaurus stellaris)
  - Schwarzmilan (Milvus migrans)

### Flora
- Blutwurz (Potentilla erecta)
- Echte Betonie (Betonica officinalis)
- Gewöhnlicher Teufelsabbiss (Succisa pratensis)
- Kriechender Sellerie (Helosciadium repens)
- Sumpf-Glanzkraut (Liparis loeselii)